# 捷克飲食

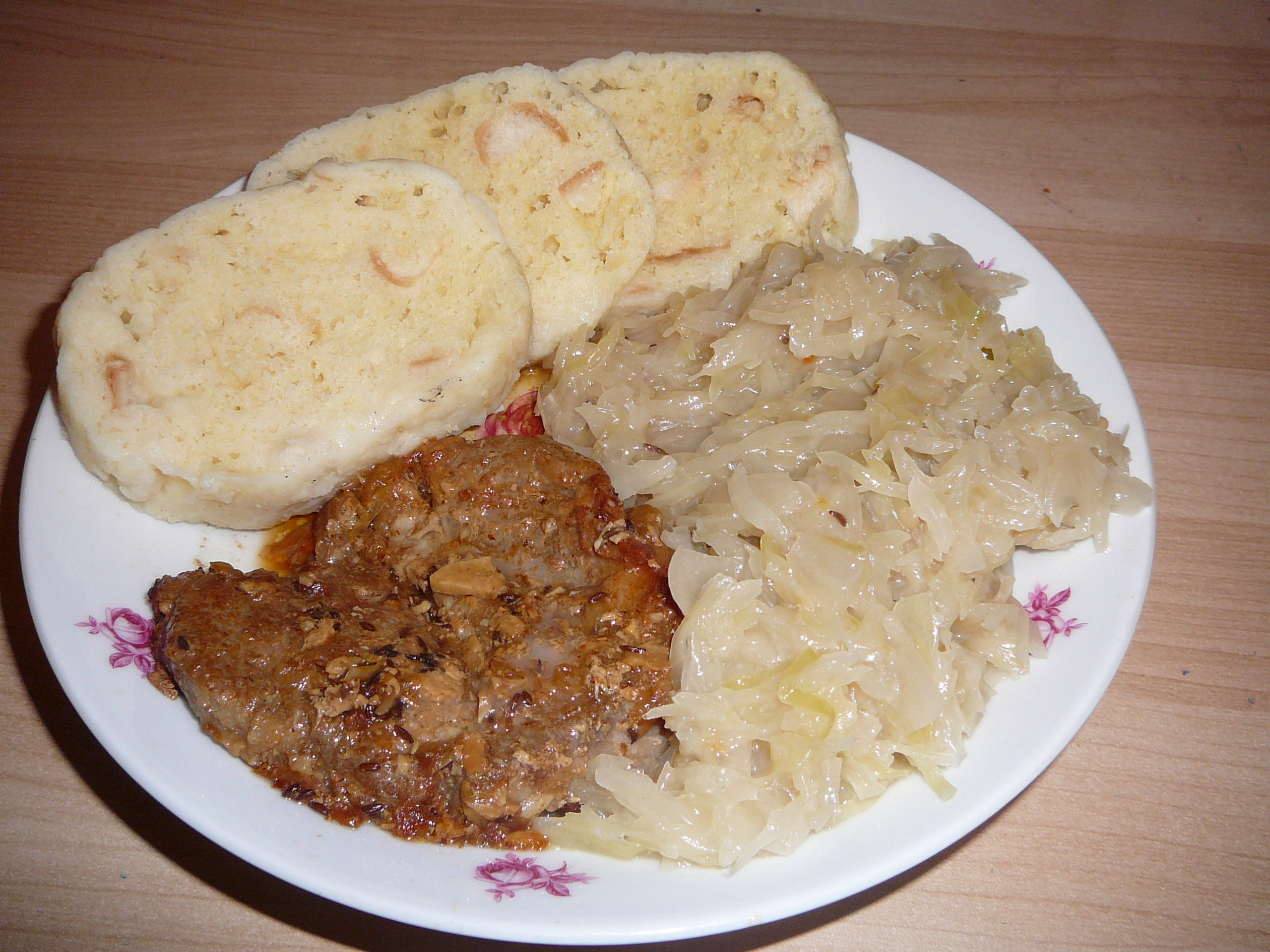
捷克的一種傳統料理

捷克飲食是指捷克共和國的飲食文化。捷克菜餚的主要材料是穀類和品種有限的蔬菜、豬肉、牛肉、家禽類、乳製品、水果。捷克飲食的特徵是前菜、甜點的種類十分豐富。有說法指捷克有2000種前菜。捷克人較少使用香辛料，菜餚的味道比較淡。肉食常會使用斯美塔那酸奶油。傳統的捷克飲食的脂肪量和鹽分含量較高，不過近來這一情況已有所改變。捷克啤酒在世界享有盛名，是啤酒的起源地之一。